# Portrait d'Alexandre de Médicis (Vasari)
Le Portrait d'Alexandre de Médicis est un tableau de Giorgio Vasari, une peinture à l'huile sur toile réalisée vers 1534, conservée au musée des Offices.

## Historique
Réalisé avant 1537, c'est un des deux portraits de Médicis commandités par son mécène Ottaviano de Médicis à Giorgio Vasari, le tableau est un portrait de son vivant  du nouveau duc de Toscane.

## Description
Alexandre de Médicis, jeune, les mains effilées, portant armure, heaume au sol, un bâton de commandement sur les genoux, est présenté de profil orienté vers la droite ; il est assis sur sa cape rouge posée sur un tabouret à trois colonnes aux pieds zoomorphes et aux chapiteaux portant des bustes de vieillards barbus ; une figure grotesque apparaît aussi dans sous le siège  attachant le trépied d'un ruban entre ses dents ;  un rocher à sa gauche porte une plante à feuilles surmontée d'une fleur (le lys emblème de la cité ?) ; on aperçoit dans la pénombre des reliefs de colonnes architecturales et le bord d'une console. La découpe sombre du rocher fait apparaître à droite un paysage dans lequel sont reconnaissables la coupole de Brunelleschi, le Bargello, et d'autres tours de monuments de la cité florentine.

## Analyse
Surnommé « Le Maure » (il Moro) sa peau est présentée conventionnellement sombre bien que ses origines (illégitimes de Laurent II de Médicis) ne confirment pas cette ascendance.
Il s'agit d'un portrait de dirigeant de la noblesse florentine présenté en chef de cité, portant armure (au fait des armes, il aimait s'entourer de lansquenets qui effrayaient les Florentins) ; Le Pontormo réalisa un portrait du même personnage moins guerrier, pourtant contemporain de celui-ci.
On le rapprochera plus de la statue  d'un autre Médicis, Julien de Nemours, par Michel-Ange, également en cuirasse et arborant la même posture, assis, jambes entrecroisées (tombeaux des Médicis de la Sagrestia Nuova de San Lorenzo).

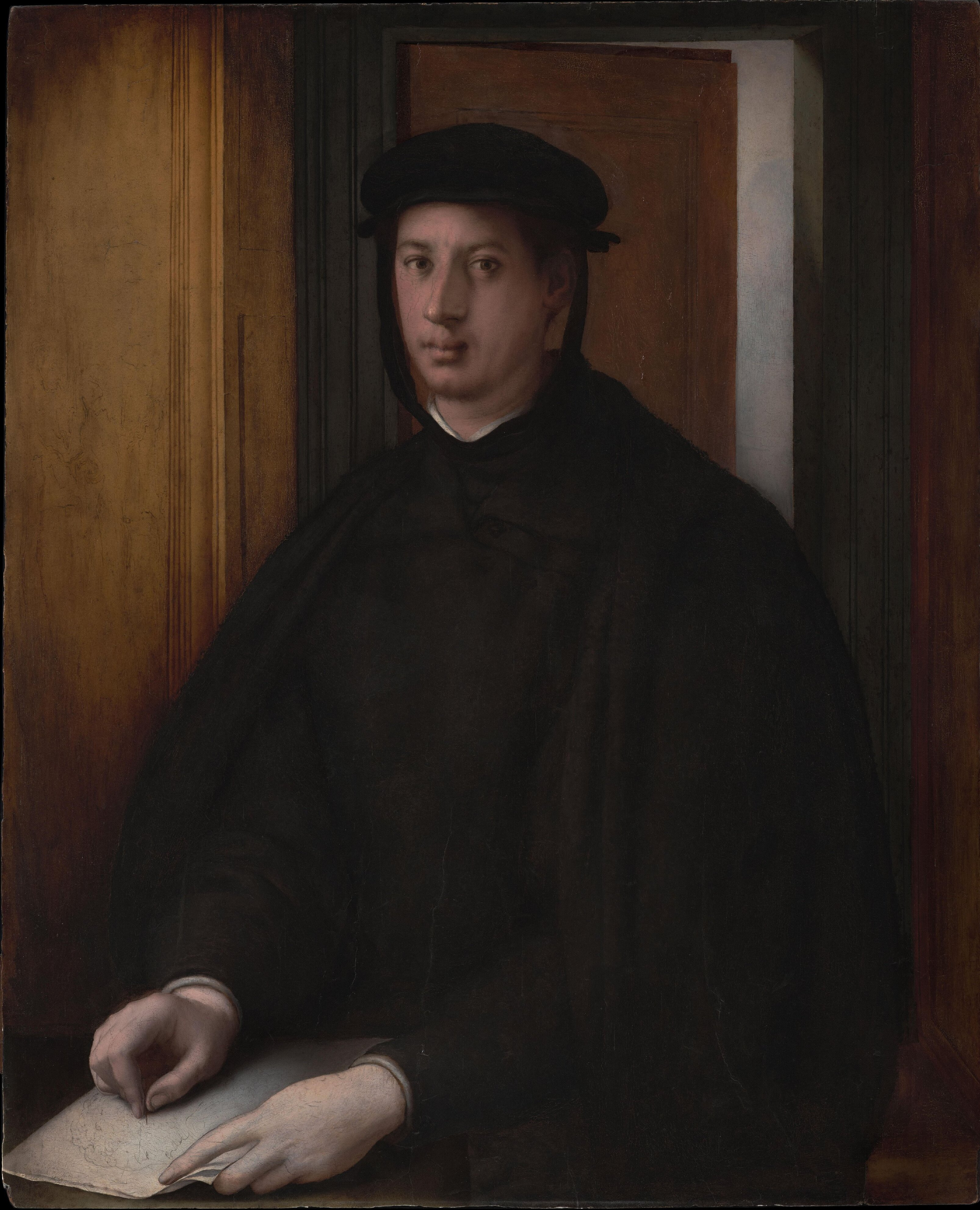
Par le Pontormo.
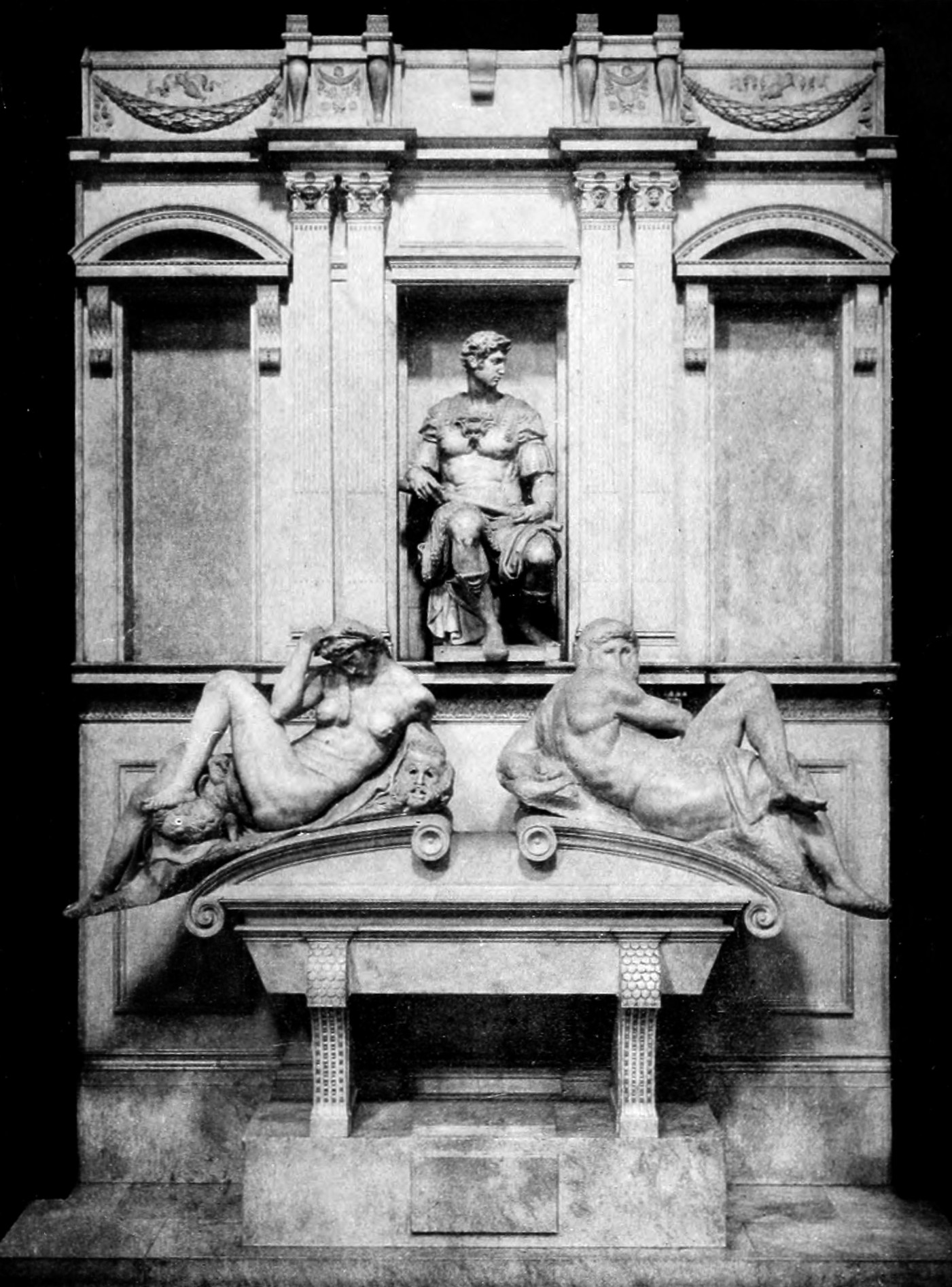
Tombeau de Julien par Michel-Ange